# Fairest
Fairest est une série de comics dérivée de Fables, créée en 2012,,.

## Résumé
Fairest se compose de 5 tomes au total, parus en français chez Urban Comics entre 2014 et 2016, complétés par le hors-série Les Belles et les bêtes. 
Fairest se concentre sur les personnages féminins de l'univers de Fables. 
Tous les albums sont parus en français chez Urban Comics dans la collection Vertigo Classiques entre 2014 et 2016.
- Tome 1, Le grand réveil, centré sur la Belle au bois dormant et sa rencontre avec Ali Baba, paru le 14 février 2014, 168 pages  (ISBN 9782365773829).
- Tome 2, Le royaume caché, centré sur Raiponce, paru le 6 juin 2014, 168 pages  (ISBN 9782365773836).
- Tome 3, Le retour du maharaja, centré sur Nalayani, une Fable Indu, et le Prince charmant, paru le 19 juin 2015, 136 pages  (ISBN 9782365776646).
- Tome 4, Des hommes et des souris, centré sur Cendrillon, paru le 21 août 2015, 144 pages  (ISBN 9782365776653).
- Tome 5, Des trompe-l'œil pour tous, centré sur Rose-Rouge et Reynard, paru le 5 février 2016  (ISBN 9782365778633).
- Hors Série, Les belles et la bête, centré sur Cendrillon et le miroir magique, paru le 17 avril 2015, 160 pages  (ISBN 9782365776431).

Les scénarios sont signés Bill Willingham, Lilah Sturges (créditée comme Matthew Sturges), Lauren Beukes, Sean E. Williams et Marc Andreyko.
Les dessins sont de Phil Jimenez, Shawn McManus, Inaki Miranda, Barry Kitson, Stephen Sadowski et Meghan Hetrick-Murante.

## Parution originale en recueils
Les recueils originaux sont parus dans la collection Vertigo de DC Comics. Ils regroupent les parutions originales en fascicules souples (numérotés entre parenthèses ci-dessous).
- Vol. 1. Wide Awake (#1-7), paru en VO le 27 novembre 2012.
- Vol. 2. Hidden Kingdom (#8-14), paru en VO le 30 juillet 2013.
- Vol. 3. The Return of the Maharaja (#15-20), paru en VO le 3 juin 2014.
- Vol. 4. Of Men and Mice (#21-26), paru en VO le 7 octobre 2014.
- Vol. 5. The Clamour for Glamour (#27-33), paru en VO le 25 août 2015.
- Fairest in All The Land, paru en VO le 26 novembre 2013, graphic novel original.